# МТУ-90
МТУ-90 — танковый мостоукладчик. Танковый мостоукладчик МТУ-90 был выпущен ФГУП КБТМ (Омск) и принят на снабжение в 1997 году. МТУ-90 предназначен для устройства в боевой обстановке переправы через узкие водные преграды, овраги и инженерные заграждения — эскарпы и контрэскарпы, завалы. Он наводит один однопролётный алюминиевый (штурмовой) мост грузоподъемностью 50 тонн через препятствия шириной до 24 метров.

## Описание конструкции
МТУ-90 предназначен для боевых порядков второго эшелона танковых полков и первых эшелонов танковых дивизий. Мост наводится без выхода экипажа из машины. Боевое отделение полностью герметично и имеет средства защиты от радиоактивного и химического заражения местности.
В конструкции моста используется уникальная схема, представляющая собой «тройные ножницы». Наводка моста осуществляется с помощью гидроприводов. Снятие моста возможно с противоположного берега. Наведение и снятие моста составляют 2—2,5 минуты. Масса мостовой конструкции 7.5 тонн.

### Вооружение
В комплект поставки МТУ-90 входят:
1. АК-74М, боезапас 150 патронов;
2. 10 гранат Ф-1;
3. Сигнальный пистолет СПШ с боезапасом 30 патронов.

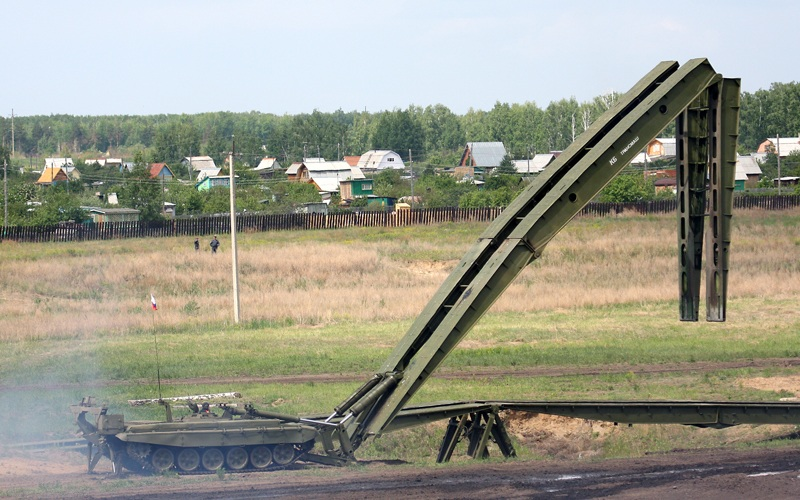
МТУ-90 во время укладки моста

### Средства наблюдения и связи
Для связи с командиром танкового подразделения используется радиостанция Р-123М.

### Ходовая часть
В качестве базы используется шасси основного боевого танка Т-90.

### Специальное оборудование
Машина снабжена фильтро-вентиляционной установкой и системой автоматического пожаротушения.

## Служба и боевое применение

### Организационная структура
1. в/ч № 11361. 66 отдельный понтонно-мостовой полк (66 опомп)[2].

## Оценка машины
Пожалуй, самый совершенный на сегодняшний день танковый мостоукладчик. Хорошо отработанная конструкция как базовой машины, так и системы наводки моста. Надежна, достаточно проста в управлении, не капризна в эксплуатации.
— Веремеев Ю.Г.